# 紹納島
18°09′20″N 68°41′58″W / 18.15556°N 68.69944°W

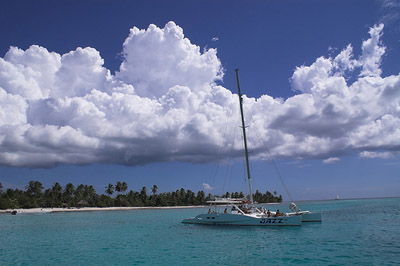

紹納島（西班牙語：Isla Saona）是多明尼加共和國的島嶼，位於加勒比海，屬於大安地列斯群島的一部分，由拉羅馬納省負責管轄，長25公里、寬5公里，面積110平方公里，最高點海拔高度35米，人口約300。

## 外部連結
- Caribbean Travel Tips （页面存档备份，存于） Caribbean Travel Tips Including Saona Island
- The Saona Island Experience The Saona Island Experience (Excursion Home Video)